# Keles (Bursa)
Keles ist eine Stadt im gleichnamigen Landkreis der türkischen Provinz Bursa und gleichzeitig ein Stadtbezirk der 1986 geschaffenen Büyükşehir belediyesi Bursa  (Großstadtgemeinde/Metropolprovinz). Die Stadt liegt etwa 35 Kilometer südlich des Zentrums von Bursa. Laut dem Stadtlogo wurde Keles 1953 in den Rang einer Belediye erhoben, im gleichen Jahr wurde auch der Kreis Keles gebildet.
Der Landkreis liegt im Südosten der Provinz. Er grenzt im Süden an Harmancık, im Westen an Orhaneli, im Norden an Osmangazi, im Nordosten an İnegöl und im Osten an die Provinz Kütahya.